# Bill Perigo
William James Perigo, detto Bill (Marion, 17 settembre 1911 – Saline, 7 febbraio 1990), è stato un cestista e allenatore di pallacanestro statunitense, professionista nella NBL.

## Carriera
Giocò per due stagioni nella NBL, disputando complessivamente 19 partite con 3,4 punti di media.